# Casă de amanet

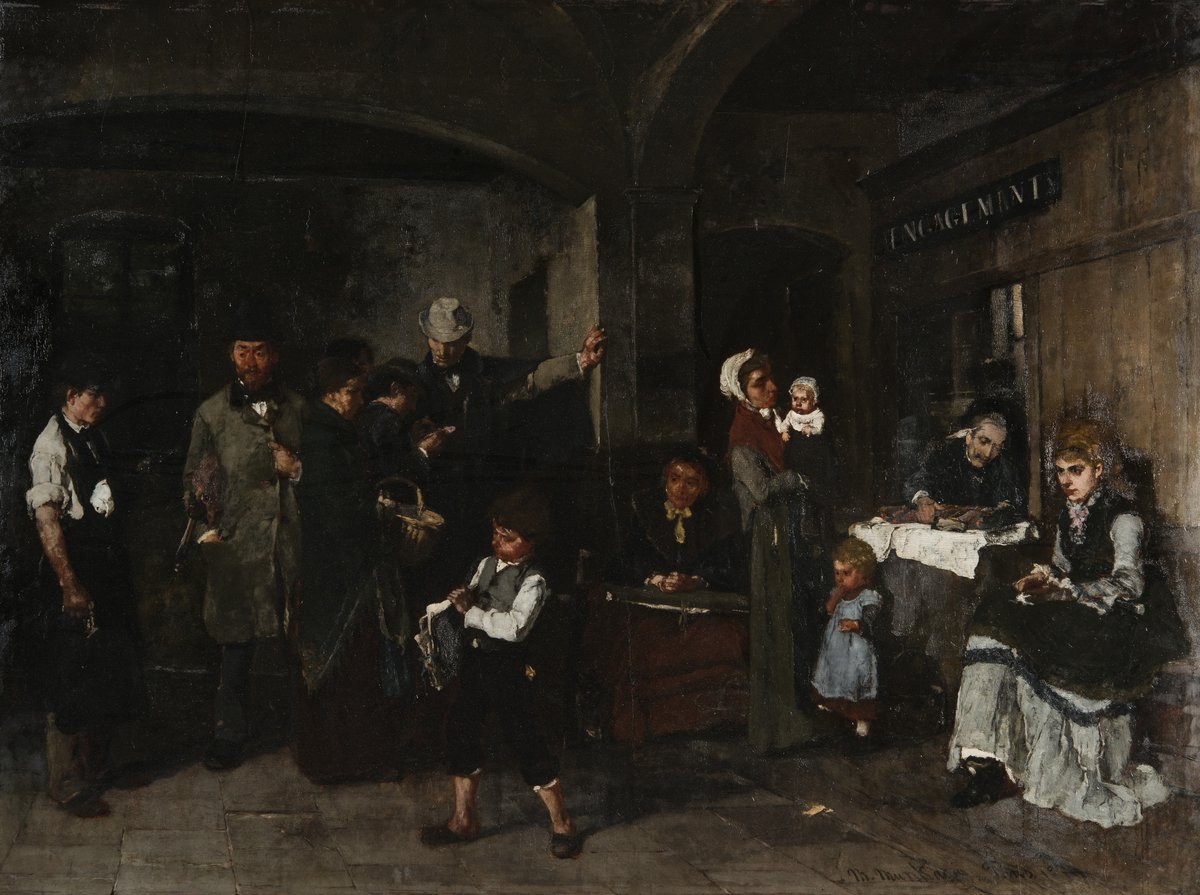
Casă de amanet

Casă de amanet este o casă de împrumut care oferă o sumă de bani în schimbul unui obiect lăsat în schimb ca zălog sau ca garanție depusă în contul unei datorii sau al executării unei lucrări.
La o casă de amanet ai posibilitatea să amanetezi foarte multe lucruri de valoare, precum: ceasuri de lux, lingouri sau bijuterii de aur și argint, tablouri, opere de arta, autoturisme sau chiar imobile.
Fiecare casa de amanet trebuie să aibă afișate la vedere, comisioanele și dobânda practicată.